# Funkcja η
Funkcja eta Dirichleta – funkcja określona dla argumentów zespolonych, zdefiniowana jako:
{\displaystyle \eta (z)=\left(1-2^{1-z}\right)\zeta (z),}
gdzie {\displaystyle \zeta (z)} – funkcja dzeta Riemanna.
Lub w postaci równoważnej z wykorzystaniem szeregów nieskończonych:
{\displaystyle \eta (z)=\sum _{n=1}^{+\infty }{\frac {(-1)^{n-1}}{n^{z}}}.}
Można też przedstawić tę funkcję jako obliczenie całki w myśl wzoru:
{\displaystyle \eta (z)={\frac {1}{\Gamma (z)}}\int \limits _{0}^{+\infty }{\frac {x^{z-1}}{\exp(x)+1}}\,dx,}
gdzie {\displaystyle \Gamma (z)} – funkcja gamma Eulera.

## Własności funkcji η
Należy zauważyć, że funkcję η warto rozłożyć na dwie funkcje – jej część rzeczywistą {\displaystyle \Re (\eta (z))} i część urojoną {\displaystyle \Im (\eta (z)).} Mają one własności:
{\displaystyle \Re (\eta (z))=\Re (\eta ({\overline {z}})),}
{\displaystyle \Im (\eta (z))=-\Im (\eta ({\overline {z}})),}
gdzie {\displaystyle {\overline {z}}} oznacza sprzężenie zespolone liczby {\displaystyle z.} Z ostatniego równania wynika, że funkcja η przyjmuje wartości rzeczywiste dla rzeczywistych z.
Ponadto możemy zapisać granicę:
{\displaystyle \lim _{\Re (z)\to \infty }\eta (z)=1.}
Wynika z tego bezpośrednio, że {\displaystyle \lim _{\Re (z)\to \infty }\Re (\eta (z))=1} i {\displaystyle \lim _{\Re (z)\to \infty }\Im (\eta (z))=0,} co można zaobserwować od razu na wykresie poniżej.

## Wykresy funkcji η

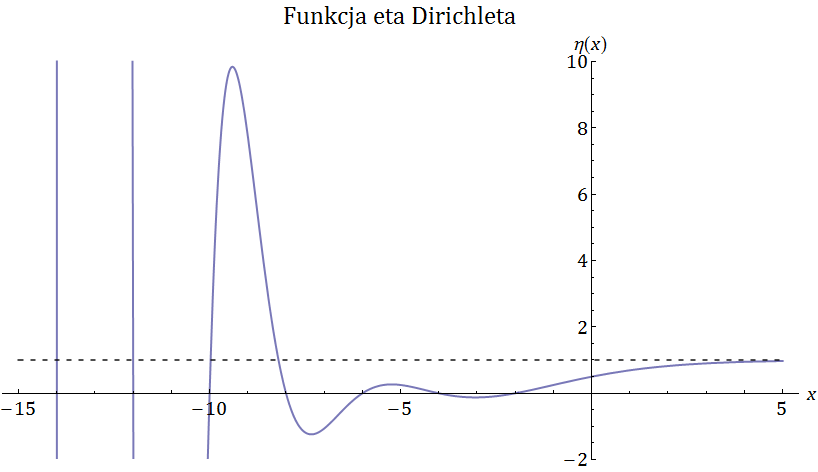
Wykres funkcji η(x) dla osi rzeczywistej. Część urojona jest równa zeru.
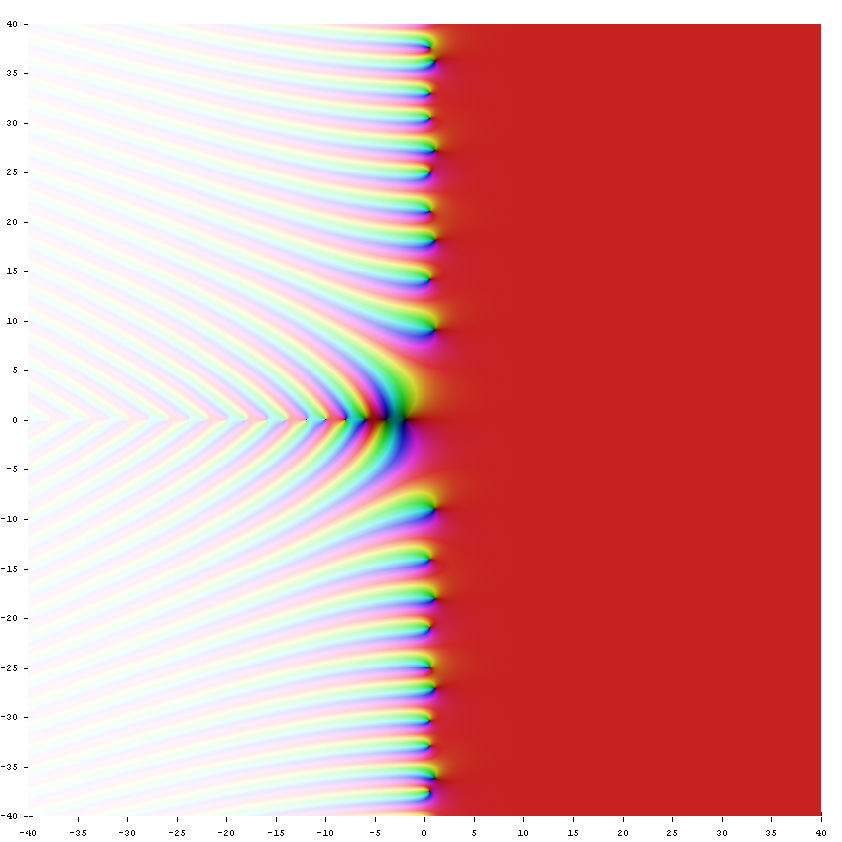
Wykres funkcji η(z) dla całej płaszczyzny zespolonej. Odcień oznacza argument funkcji, zaś nasycenie reprezentuje jej moduł (im bliższy 0 tym ciemniejszy). Oś rzeczywista – poziomo, oś urojona – pionowo.